# Bayramgazi, Afyonkarahisar
Bayramgazi là một xã thuộc thành phố Afyonkarahisar, tỉnh Afyonkarahisar, Thổ Nhĩ Kỳ. Dân số thời điểm năm 2011 là 132 người.